# Margarita (ort)
Margarita är en ort i Colombia.   Den ligger i departementet Bolívar, i den norra delen av landet, 500 km norr om huvudstaden Bogotá. Margarita ligger 24 meter över havet och antalet invånare är 1 939.
Terrängen runt Margarita är mycket platt. Runt Margarita är det ganska glesbefolkat, med 47 invånare per kvadratkilometer. Närmaste större samhälle är Guamal, 4,8 km öster om Margarita. Omgivningarna runt Margarita är en mosaik av jordbruksmark och naturlig växtlighet.